# Murtaugh
Murtaugh – miasto w Stanach Zjednoczonych, w stanie Idaho, w hrabstwie Twin Falls.